# Inferno - Canto ventiseiesimo

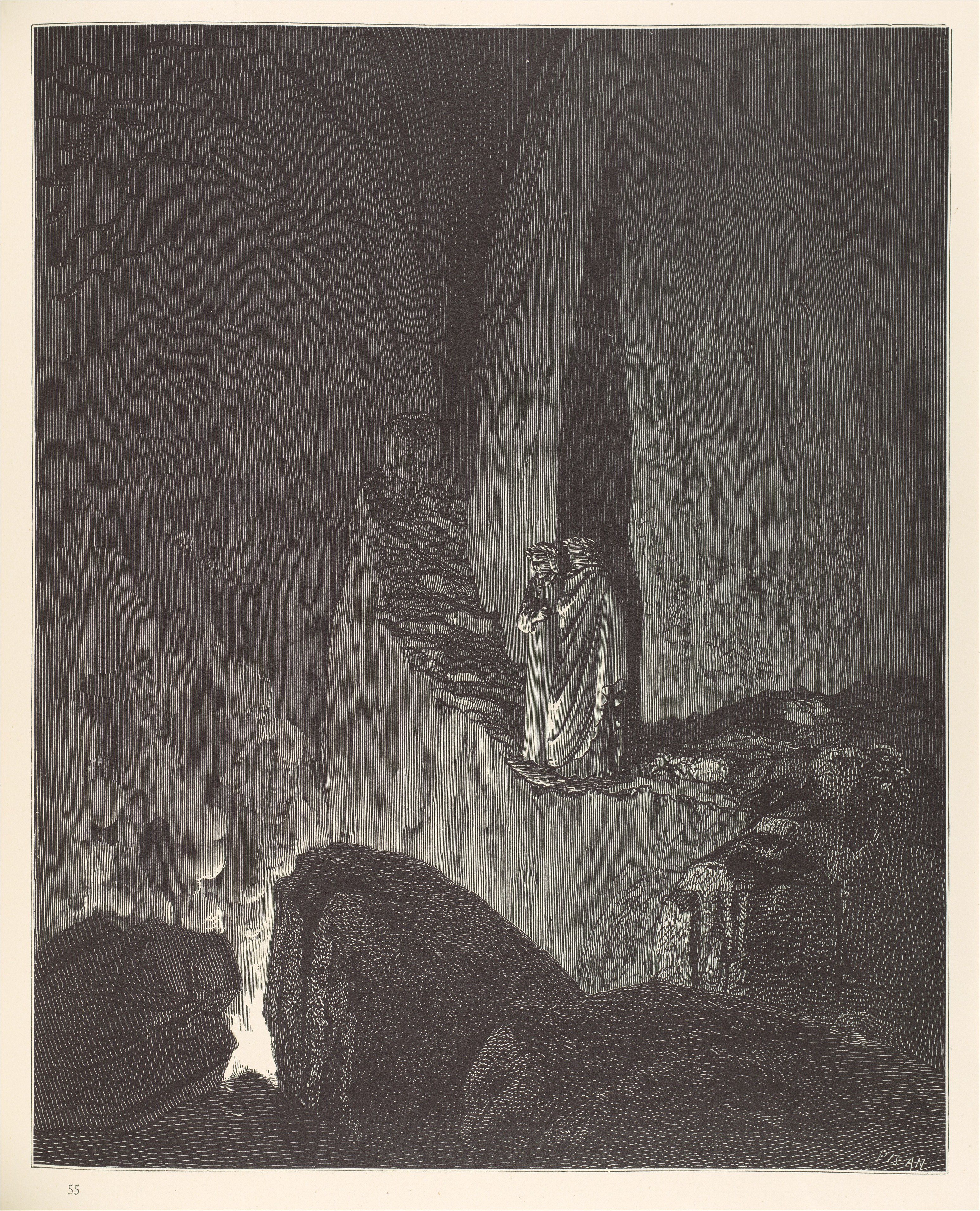
Virgilio mostra a Dante le fiammelle dei consiglieri fraudolenti, illustrazione di Paul Gustave Doré.

Il canto ventiseiesimo dell'Inferno di Dante Alighieri si svolge nell'ottava bolgia dell'ottavo cerchio, dove vengono puniti i consiglieri di frode; siamo nel mattino del 9 aprile 1300 (Sabato Santo) o, secondo altri commentatori, del 26 marzo 1300.

## Analisi del canto
Nel Canto XXVI si tratta dei consiglieri fraudolenti, ossia condottieri e politici che non agirono con le armi e il coraggio personale, ma con l'acutezza spregiudicata dell'ingegno. Qui, Dante fa una riflessione sull'ingegno e sul suo utilizzo: l'ingegno è un dono di Dio, ma per il desiderio di conoscenza può portare alla perdizione se non guidato dalla virtù cristiana.

### Invettiva contro Firenze - versi 1-12
che per mare e per terra batti l'ali,

e per lo 'nferno tuo nome si spande!»
(vv. 1-3)

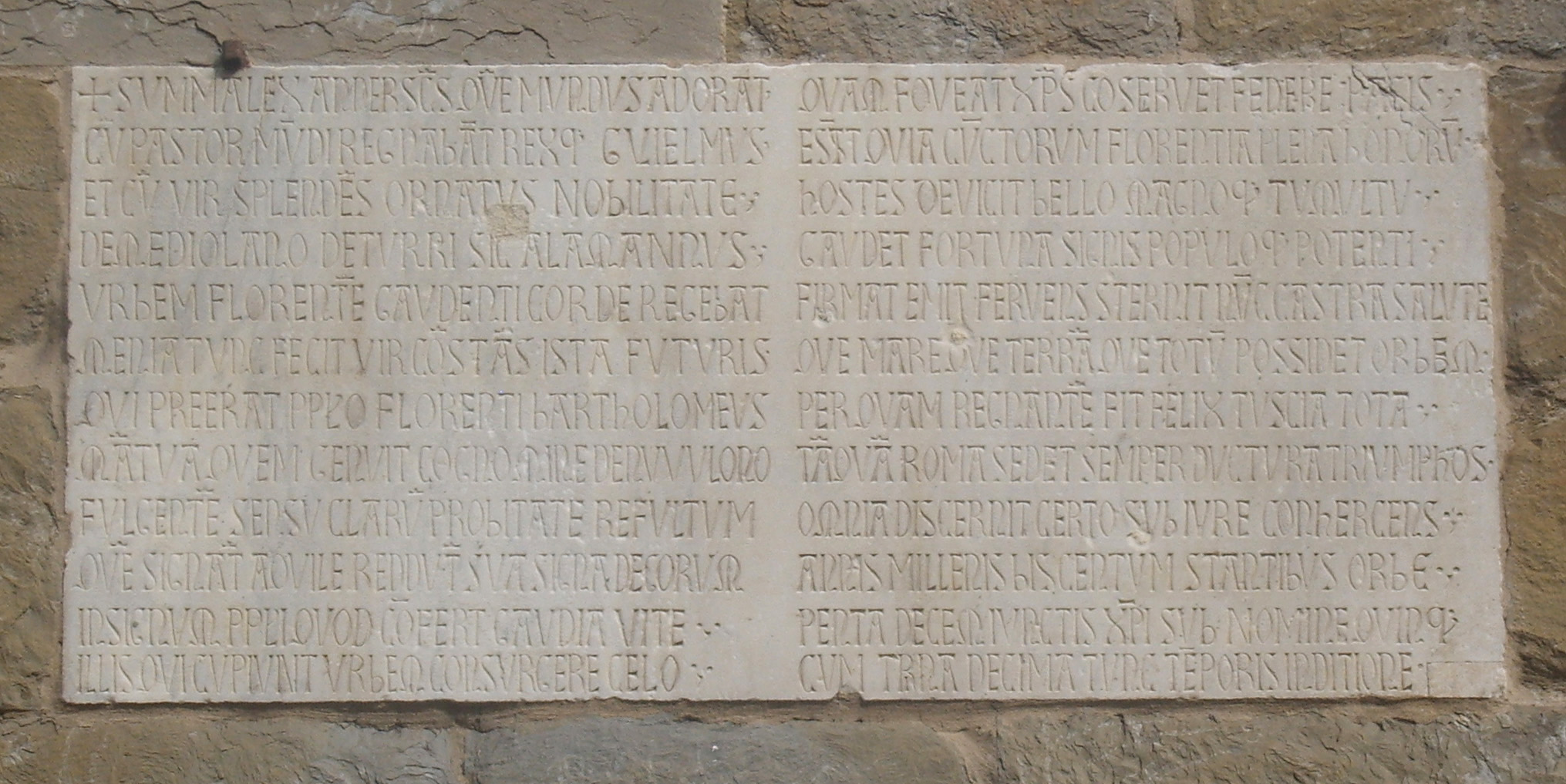
La targa sul Bargello: « [...] qu[a]e mare, qu[a]e terra[m], qu[a]e totu[m] possidet orbem...» (1255).

Il canto si apre con un'invettiva nei confronti di Firenze che tematicamente si lega al canto precedente, dove Dante aveva incontrato cinque ladri appunto fiorentini: con ironia, nota quanto Firenze sia conosciuta su tutta la terra (metaforicamente "batte l'ali", citando un'iscrizione sul Palazzo del Bargello del 1255). Francesco Buti, a proposito, commentava infatti: «erano allora i Fiorentini sparti molto fuor di Fiorenza per diverse parti del mondo, ed erano in mare e in terra, di che forse li fiorentini se ne gloriavano». Anche nell'Inferno, quindi, il nome di Firenze si spande, essendosi Dante dovuto vergognare per aver trovato ben cinque concittadini tra i «ladroni», che certo non arrecano «onore» alla sua città.
Ma se quello che si sogna al primissimo mattino, secondo una leggenda medievale, diventa vero, allora Dante predice che presto essa subirà la punizione che persino la vicinissima Prato, nonché altre città, desiderano per lei. Il perché sia indicata proprio Prato non è stato ancora chiarito e le ipotesi più convincenti sono quelle legate agli anatemi scagliati dal cardinale Niccolò da Prato, che tentò vanamente di riappacificare le fazioni fiorentine nel 1304. Manfredi Porena, pur non proponendo un'alternativa a questa spiegazione, trova difficoltà ad accettarla, in quanto il cardinale da Prato fu poco dopo uno dei principali manipolatori dell'elezione di papa Clemente V, di cui si sa cosa pensasse Dante (Inferno XIX, 82-87), e par difficile che Dante potesse invocarne l'autorità, sia pure in tutt'altra materia.
Il poeta rincara poi la dose dicendo che, se anche questa punizione fosse già arrivata, non sarebbe stata troppo sollecita ("E se già fosse, non saria per tempo.", v. 10) e, visto che la riconosce necessaria, si augura che arrivi presto ("Così foss'ei, da che pur esser dee!", v. 11), perché la sventura di Firenze gli graverà di più via via che la sua età avanza ("ché più mi graverà, com' più m'attempo.", v. 12). Non tutti i commentatori concordano sul perché Dante si augura che la punizione arrivi presto. Alcuni sostengono che la sventura di Firenze, benché ineluttabile, riempie Dante di dolore, che più gli sarà grave quanto più invecchierà. Il vecchio infatti sopporta meno i dolori, diventa sempre più disposto al perdono e l'amore per il luogo natio cresce in lui con l'età. Secondo altri, Dante vuole dire invece che più la sventura tarderà, tanto più egli soffrirà per non aver goduto a lungo della punizione. Quest'interpretazione contrasta però col "da che pur esser dee", che riconosce sì la necessità della punizione, ma lo fa a malincuore. È curioso che i commentatori moderni protendano tutti per la prima ipotesi e quelli antichi per la seconda, a dimostrare come in fondo la lettura di questo passo è anche mutuata dalla nostra sensibilità e maniera di pensare.

### La bolgia dei consiglieri fraudolenti - vv. 13-48

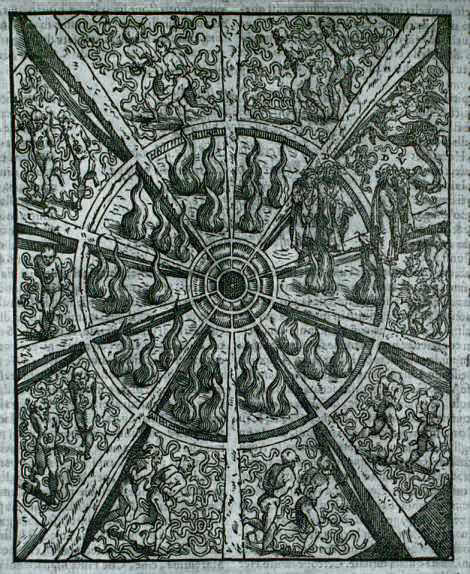
Alessandro Vellutello, illustrazione del Canto XXVI

che n'avea fatto iborni a scender pria,

rimontò 'l duca mio e trasse mee;»
(vv. 13-15)
I due poeti ripartono dall'argine interno della settima bolgia percorrendo a ritroso la strada seguita in Inferno XXIV, 79-81: Virgilio risale la scala che li aveva «fatto iborni», reso eburnei, cioè fatti impallidire per l'orrore suscitato dalle serpi che stipavano la bolgia, quindi tira su Dante. Non tutti concordano sulla lezione sopra riportata del verso 14: alcuni preferiscono leggere "che n'avea fatto i borni a scender pria", interpretando "i borni" come le sporgenze digradanti (francese borne: pietra) che Virgilio ('l duca mio) aveva utilizzato come scala per scendere e che ora servono a entrambi per risalire. Altri leggono invece "che il buior n'avea fatto scender pria", ricordando che Dante aveva chiesto a Virgilio di scendere perché non poteva vedere il fondo della bolgia a causa del buio. A meno di un improbabile ritrovamento del manoscritto originale, non sapremo mai che cosa ha scritto realmente Dante; comunque sia, la sostanza del racconto, cioè che i due poeti sono ritornati al punto da cui erano partiti per vedere cosa c'era nella settima bolgia, non cambia. 
tra le schegge e tra ' rocchi de lo scoglio

lo piè sanza la man non si spedia.»
(vv. 16-18)
Proseguono quindi per la strada solitaria ("solinga via"), per l'assenza di demoni e dannati, tra le pietre aguzze ("schegge") e tondeggianti ("rocchi") del ponticello successivo ("scoglio"), che dev'essere più ripido dell'altro se non bastano i piedi per avanzare, ma bisogna aiutarsi con le mani.

Quando arriva sul colmo del ponticello, Dante prova un dolore tanto grande per quel che vede, da essere ancor vivo al momento in cui scrive, e grande a tal punto da indurlo a tenere a freno l'ingegno perché non superi i limiti della virtù; non vuole infatti che l'influenza degli astri ("stella bona") o la grazia divina ("miglior cosa"), che gli hanno concesso l'esperienza iniziatica, gliela tolgano per causa di una sua azione o un suo pensiero troppo ardito. Questa notazione, ora un po' arcana, diventerà evidente se considerata alla luce di ciò che verrà dopo nel canto, cioè la storia di Ulisse, il cui ingegno, non tenuto a freno dalla virtù, gli procurò la morte per aver superato i limiti imposti da Dio.

Egli usa una similitudine per descrivere quello che vede:
| «Quante 'l villan ch'al poggio si riposa, nel tempo che colui che 'l mondo schiara la faccia sua a noi tien meno ascosa, come la mosca cede a la zanzara, vede lucciole giù per la vallea, forse colà dov'e' vendemmia e ara: di tante fiamme tutta risplendea l'ottava bolgia, sì com'io m'accorsi tosto che fui là 've 'l fondo parea.» (vv. 25-33) | «Quante lucciole vede il contadino che si riposa sul poggio, d'estate, quando il sole resta visibile più a lungo, di sera, quando la mosca si posa e cede il posto alla zanzara, giù nella valle, forse proprio nei campi dove lavora: di tante fiamme risplendeva tutta l'ottava bolgia, così come mi accorsi appena giunsi dove ne appariva il fondo.» (parafrasi) |

Segue quindi un'altra similitudine per rappresentare il fatto che ciascuna fiamma si muove racchiudendo in sé un peccatore, paragone dotto che si accorda al linguaggio ricercato e aulico di tutto il canto. Dante s'ispira, con qualche licenza poetica, al rapimento in cielo del profeta Elia riportato dalla Bibbia nel 2º Libro dei Re, che racconta che mentre Elia ed Eliseo camminavano conversando, Elia fu improvvisamente rapito in cielo da un carro di fuoco trainato da cavalli di fuoco, che presto scomparve alla vista del suo compagno (cfr. 2Re 2, 11-12). Poco più avanti nello stesso testo (cfr. 2Re 2, 23-24), viene narrato che dei ragazzi incominciarono a beffare Eliseo, dandogli del calvo, finché egli si voltò e li maledisse nel nome del Signore, e dal bosco uscirono due orse che sbranarono quarantadue ragazzi. Ecco i versi di Dante:
| «E qual colui che si vengiò con li orsi vide 'l carro d'Elia al dipartire, quando i cavalli al cielo erti levorsi, che nol potea sì con li occhi seguire, ch'el vedesse altro che la fiamma sola, sì come nuvoletta, in sù salire: tal si move ciascuna per la gola del fosso, ché nessuna mostra 'l furto, e ogne fiamma un peccatore invola.» (vv. 34-42) | «E come colui che si vendicò con gli orsi (Eliseo) vide partire il carro di Elia, quando i cavalli si levarono dritti verso il cielo, che con gli occhi poteva seguire solo la fiamma, senza vedere altro, salire su come una nuvoletta: così si muove ciascuna fiamma nell'incavo della bolgia, perché nessuna mostra il contenuto ("'l furto"), e ognuna cela un peccatore (letteralmente "invola", cioè ruba, connesso con "furto").» (parafrasi) |

Dante sta guardando ritto in piedi ("surto") sul ponte, in modo così precario che se non fosse aggrappato a un masso sporgente ("ronchion"), cadrebbe giù senza bisogno di essere urtato. Vistolo così attento ("atteso"), Virgilio, non rendendosi conto stavolta che il compagno lo ha già capito, gli spiega che dentro ai fuochi ci sono gli spiriti dei dannati, ciascuno dei quali si fascia di quello da cui è acceso, cioè la fiamma ("catun si fascia di quel ch'elli è inceso").
Non è chiaro quali dannati siano puniti in questa bolgia. Essi sono abitualmente indicati come consiglieri fraudolenti e il loro contrappasso consiste nell'essere avvolti da lingue di fuoco, per analogia con le loro stesse lingue che furono fonte di frode, e nascosti dentro alle fiamme allo stesso modo in cui da vivi celarono la verità per l'inganno (come dice l'Apostolo Giacomo, la lingua fraudolenta è come fuoco). Tuttavia, l'unico dei dannati che s'inquadra in questa categoria è Guido da Montefeltro, presentato nel Canto XXVII, che si pente invano di un consiglio fraudolento fornito, su sua richiesta, a Papa Bonifacio VIII. Ulisse e Diomede, presentati nel seguito di questo canto, non sono puniti per i consigli dati, ma per le opere che hanno compiuto e per loro la definizione di consiglieri fraudolenti mal si adatta perché risulta troppo specifica.

### Ulisse e Diomede - vv. 49-84
Dante allora ringrazia e risponde che aveva già capito ("già m'era avviso che così fosse"); attratto in particolare da una fiamma doppia che gli ricorda Eteocle e suo fratello Polinice, ne chiede la spiegazione a Virgilio (altra citazione dotta sui due fratelli che arrivarono a uccidersi a vicenda per la discordia; in Stazio e in Lucano si racconta che anche le fiamme della pira su cui bruciavano i loro corpi si divisero in due, come se continuassero a odiarsi anche dopo la morte).
Virgilio gli rivela che lì sono puniti Ulisse e Diomede, insieme nella vendetta divina così come, peccando insieme, incorsero nell'ira di Dio in vita, ed elenca i tre peccati per cui i due han ben da gemere nella fiamma, vale a dire:
1. L'inganno del Cavallo di Troia, che provocò la caduta della città: da Troia uscì poi Enea, nobile progenitore ("gentil seme") dei Romani.
2. La scoperta di Achille, fatto travestire da donna dalla madre Teti e mandato alla corte di Licomede affinché non partecipasse alla Guerra di Troia. Ulisse e Diomede, travestiti da mercanti, usarono l'astuzia di mostrargli spade in mezzo a sete e drappi, scoprendolo tra le altre donne e costringendolo a partire per la guerra, abbandonando la sua amante Deidamia, che morì di dolore e ancor morta si duole dell'amante infedele.
3. Il furto del Palladio che proteggeva Troia.

Dante si mostra estremamente desideroso di parlare coi due, probabilmente perché in tutto il Medioevo c'era gran mistero su quale fosse stata la fine di Ulisse (Dante non conosceva l'Odissea perché non sapeva leggere il greco, anche se ne aveva letti alcuni sunti mutuati da autori latini) e arriva a pregare Virgilio ben cinque volte in due terzine:
parlar", diss'io, "maestro, assai ten priego

e ripriego, che 'l priego vaglia mille,

che non mi facci de l'attender niego

fin che la fiamma cornuta qua vegna;

vedi che del disio ver' lei mi piego!".»
(vv. 64-69)
Virgilio gli promette di rivolgere loro delle domande purché egli taccia: parlerà lui perché essi sono greci e forse schivi "del tuo detto" (delle parole di Dante). Sul perché sia necessario che parli Virgilio si sono fatte diverse ipotesi: la più semplice è che i due parlano greco e Dante non conosce questa lingua, a differenza di Virgilio, ma questa ragione non sussiste, perché se avessero parlato in greco Dante non avrebbe capito e non avrebbe potuto riferire il contenuto del discorso; inoltre, nel prossimo canto, Guido da Montefeltro dirà di aver udito parlare Virgilio in dialetto lombardo; l'altra ipotesi è che, siccome era comune opinione medievale che i greci fossero un popolo superbo, si sarebbero rifiutati di parlare con una persona che non avesse ancora eccellenti meriti; l'invocazione successiva di Virgilio verterà infatti proprio sulle sue opere, motivo di vanto, espresse nel più alto linguaggio possibile. In quest'episodio, comunque, Dante riproduce la sua situazione rispetto ai greci in generale e alla loro letteratura in particolare: non essendo la loro lingua conosciuta in Italia (se non forse nell'estremo meridione che era stato a lungo bizantino), essi "parlavano" solo tramite gli autori latini che avevano tradotto o sintetizzato o citato le loro opere.
Virgilio quindi aspetta che la duplice fiamma arrivi vicino al ponte e gli si rivolge con solennità e altisonanza, ponendo la questione principale, che ha letto nel pensiero di Dante, di sapere la fine di Ulisse, un mistero su cui gli autori antichi tacevano:
s'io meritai di voi mentre ch'io vissi,

s'io meritai di voi assai o poco

quando nel mondo li alti versi scrissi,

non vi movete; ma l'un di voi dica

dove, per lui, perduto a morir gissi".»
(vv. 79-84)
Da notare l'aulica anafora della prima terzina e la captatio benevolentiae.
Dante infatti non conosceva l'Odissea e ne trascurava anche i sunti medievali, sebbene piuttosto diffusi alla sua epoca. Della fine di Ulisse, su cui tacciono Virgilio, Orazio, Seneca e Cicerone, si erano fatte numerose congetture dai tempi di Servio, più vive che mai nel Medioevo, cui Dante aggiunse una sua versione, basata su vari elementi precedenti, ma nel complesso alquanto originale.

### Racconto dell'ultimo viaggio di Ulisse - vv. 85-142

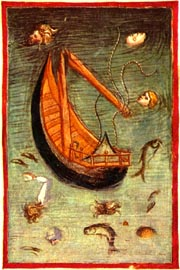
Anonimo fiorentino, Il naufragio della nave di Ulisse (1390-1400)

La maggiore delle due fiamme ("Lo maggior corno de la fiamma antica") inizia allora a muoversi come mossa dal vento, e dal movimento della cima della lingua di fuoco iniziano a uscire le parole.
Ulisse non si presenta direttamente. Egli inizia subito a parlare degli ultimi anni della sua vita, dall'addio alla maga Circe: in questo Dante riprende pari pari la lezione di Ovidio, quando nelle Metamorfosi XIV 436 e ss., Macareo, uno dei compagni di Ulisse, racconta a Enea come abbandonò il suo capitano che si rimetteva per l'ennesima volta in mare.
Dopo un anno a Gaeta (prima che Enea le desse quel nome) «né dolcezza di figlio, né la pièta / del vecchio padre, né 'l debito amore / lo qual dovea Penelope far lieta» poterono fermare Ulisse dalla sua sete di conoscenza e dall'ardore di conoscere i vizi umani e le virtù. Partì così per mare aperto invece di tornare a casa, con una barca e quella «compagnia picciola» da cui non fu mai abbandonato. Navigò lungo i lidi europei (fino alla Spagna) e africani (fino al Marocco) del Mediterraneo occidentale, comprese le isole, quali la Sardegna e le altre. Lui e i suoi compagni erano già anziani quando arrivarono a quella «foce stretta» dove Ercole segnò il confine da non superare, ossia le Colonne d'Ercole. Ulisse passò Siviglia (Sibilia) a destra e Ceuta (Setta) a sinistra arrivando davanti allo stretto; per convincere i suoi all'impresa mai arrischiata, pronunciò la famosa «orazion picciola»:
perigli siete giunti a l'occidente,

a questa tanto picciola vigilia

d'i nostri sensi ch'è del rimanente

non vogliate negar l'esperïenza,

di retro al sol, del mondo sanza gente.

Considerate la vostra semenza:

fatti non foste a viver come bruti,

ma per seguir virtute e canoscenza".»
(vv. 112-120)
Ossia: "Fratelli miei, che attraverso centomila pericoli siete arrivati a questa "piccola" ultima soglia (le famose colonne d'Ercole) presso l'Occidente; non negate ai nostri sensi quello che rimane da vedere, dietro al sole (dietro all'orizzonte), nel mondo disabitato; considerate la vostra origine: non siete nati per vivere come bruti (come animali), ma per praticare la virtù e apprendere la conoscenza." Le celebri terzine sono un vertice di retorica: si apre con una captatio benevolentiae (il vocativo, il ricordo delle esperienze in comune) e cresce d'intensità gradualmente, prima usando il "voi", poi "noi" (infatti prima di questa orazione Ulisse usava il pronome "io" e in seguito userà solo il "noi"), incitando all'impresa, fino a culminare in chiusura toccando uno dei sentimenti più profondi dell'animo umano, quale l'orgoglio per la superiorità sugli altri esseri viventi.
I compagni allora divennero così desiderosi di partire che a malapena li avrebbe potuti trattenere oltre: girarono la poppa a est e fecero dei remi «ali» per il «folle volo», sempre avanzando a sinistra, verso sud-ovest. Dopo cinque mesi già le stelle erano cambiate in cielo (perché erano giunti nell'altro emisfero) o erano trascorsi cinque noviluni e altrettanti pleniluni, quando apparve una montagna velata dalla lontananza («bruna») e altissima (il monte del Purgatorio). Essi si rallegrarono, ma presto dovettero cedere al pianto, perché da quella terra si mosse un turbine che percosse la barca alla prua; tre volte essi girarono intorno con tutta l'acqua vicina, alla quarta la poppa si alzò in alto, la prua in basso, come piacque a qualcuno (a Dio), e poi il mare fu sopra di essi richiuso (notare l'allusione al seppellimento, alla tomba), con un verbo che metaforicamente chiude anche il canto.
Dante ci fa capire tramite le parole di Ulisse che l'importanza della conoscenza non ha né età né limiti: gli affetti più grandi non sono riusciti a vincere nell'animo di Ulisse il desiderio di conoscenza. La celebre terzina "Considerate la vostra semenza: fatti non foste a viver come bruti, ma per seguir virtute e canoscenza" è la sintesi del profondo pensiero di Dante, che considerava la ricerca e il conseguimento delle virtù e della conoscenza, cioè del sapere trascendente, la vera ragione dell'esistenza umana. L'ansia di ricerca e di conquista di umane cose, spinta all'estremo limite, che nella tradizione antica costituiva la peculiarità positiva dell'eroe omerico, in Dante diventa il peccato che condanna l'eroe per il fatto di aver disdegnato la vera conoscenza e di aver inutilmente vagato alla ricerca di cose vane, allontanandosi dalle virtù che rappresentano la natura umana superiore. Per l'Ulisse classico, Dante prese spunto da Virgilio, da Ovidio (Metamorfosi, XIV, 241 sgg.), da Seneca, da Cicerone (Sul sommo bene e sul sommo male, V, XVIII, v. 49) e soprattutto da Orazio (Epistulae, I, 2, 17-26).
Il racconto mostra dunque la debolezza dell'ingegno umano, abbandonato alle sue sole forze e privo della guida teologica della Grazia. Al "folle" viaggio di Ulisse si contrappone il viaggio "sacro" di Dante. Al modello umano e immanente del viaggio "orizzontale" di Ulisse, si contrappone il modello sovrumano e trascendente del viaggio "verticale" di Dante; il primo (di tradizione classica e "scientifica") tende all'allargamento illimitato dei confini del conoscere, il secondo (di tradizione ebraico-cristiana e teologica) tende a cogliere il significato universale e spirituale della vita.

## Ulisse dantesco e Ulisse omerico
Due aspetti caratterizzano l'Ulisse dantesco. Il primo è l'astuzia, che gli ha meritato la collocazione nella bolgia dei fraudolenti; l'altro è il coraggio, messo al servizio della conoscenza: l'errore sta nel percorrere questa strada senza la guida divina, il che comporta una gioia di breve durata ("Noi ci allegrammo e tosto tornò in pianto", v. 136). L'Ulisse di Dante non è l'eroe omerico del ritorno alla patria e alla famiglia: il suo racconto comincia dal momento in cui vince le arti seduttrici della maga Circe fino al folle volo passate le colonne d'Ercole. Non ignora gli affetti familiari, ma questi non lo sviano dal suo bisogno di conoscenza. In Dante Ulisse chiama i compagni "fratelli" e li incita a interrogarsi sul senso della vita e a non privarsi nell'ultima parte dell'esistenza della possibilità di continuare a conoscere, mentre l'Ulisse di Omero si preoccupava dei compagni e aveva nei loro confronti un rapporto più protettivo: voleva preservarli dai pericoli e perciò spiegò loro come difendersi dal canto ammaliatore delle sirene.

## Punti notevoli

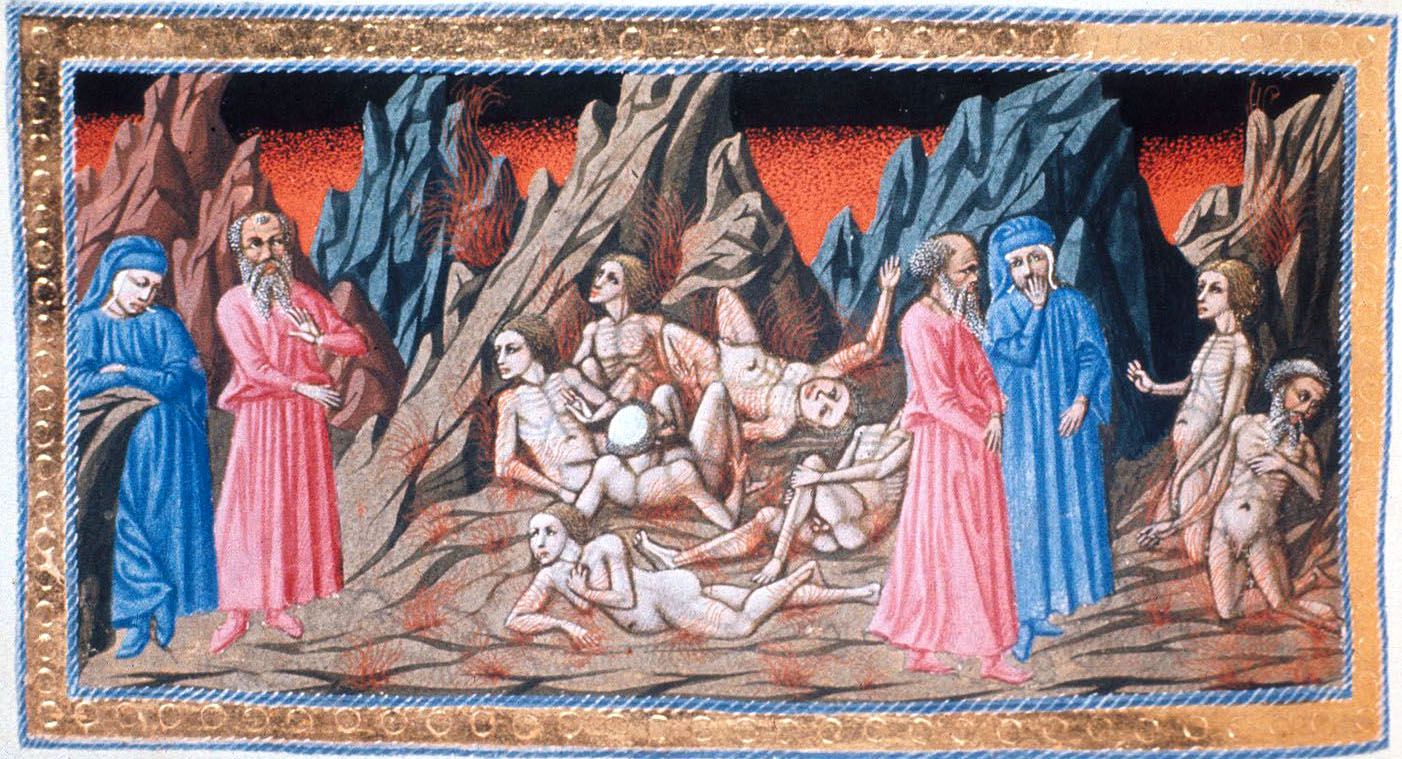
Priamo della Quercia, illustrazione al Canto XXVI

Dante, sebbene conoscesse Omero (nominato più volte nella Divina Commedia e da lui posto nel Limbo, come si legge nel canto IV), non poteva aver letto l'Odissea in greco, ma era al corrente della storia di Ulisse da varie fonti latine (in primis Le metamorfosi di Ovidio e l'Odusia di Livio Andronico) e da vari romanzi medievali: in questa tradizione e in autori come Cicerone, Seneca e Orazio, Ulisse era indicato quale esempio di uomo dominato dall'ardore della conoscenza. A partire da questi spunti e dalla narrazione di Ovidio, Dante inventa quasi completamente la storia dell'ultimo viaggio di Ulisse, motivato dall'amore per la conoscenza, amore che Dante condivideva e sicuramente non disapprovava, come si evince fin dalla prima frase del Convivio: «Tutti li uomini naturalmente desiderano di sapere». Da ciò deriva la grande partecipazione emotiva di Dante nei confronti del dannato, espressa più volte nel canto e specialmente ai vv. 19-20: «Allor mi dolsi, ed ora mi ridoglio / quando drizzo la mente a ciò ch'io vidi», commozione tuttavia temprata da un appello alla virtù: «e più lo ingegno affreno ch'io non soglio, / perché nol corra che virtù nol guidi». Un parallelismo a questo punto si può istituire tra Dante e Ulisse: entrambi viaggiano spinti dall'ardore di conoscenza, entrambi si sono perduti (v. 3 del canto I: «ché la diritta via era smarrita»; vv. 83-84 di questo canto: «ma l'un di voi dica / dove per lui perduto a morir gissi»). Ma se Dante ritrova la via e accede a una conoscenza superiore, guidato dalla volontà divina, Ulisse non conosce questa grazia e rimane confinato entro la sfera puramente terrena e sensibile del sapere: v. 115, «de' nostri sensi», e soprattutto vv. 97-99, «l'ardore / ch'i' ebbi a divenir del mondo esperto / e delli vizi umani e del valore»: non vi è in lui nessuna tensione etica o morale che rivolga la conoscenza verso un fine giusto (anzi, essa rimane sempre fine a sé stessa), e il suo desiderio diventa perciò negativo, tanto più che egli coinvolge in questo male i suoi compagni. Ed è così che egli supera le Colonne d'Ercole poste «a ciò che l'uom più oltre non si metta», infrange il divieto divino e viene da Dio sconfitto, «com'altrui piacque».
(v. 142)
Notevole in questo canto è lo stile, che s'innalza per raffigurare un personaggio magnanimo come quello di Ulisse (particolarmente ricca è l'apostrofe di Virgilio, ma anche tutta la narrazione successiva, che sfiora il tono epico nella narrazione del viaggio e si fa «orazione» nelle famosissime parole rivolte da Ulisse ai compagni). Da non trascurare anche i molti segnali che Dante dissemina nel suo testo, come la similitudine col profeta Elia, che sale al cielo in un carro di fuoco (mentre Ulisse sprofonda), all'espressione biblica del v. 136 «tosto tornò in pianto» (più l'allitterazione), ai molti riferimenti negativi come la mano «mancina» (v. 126) e la «luna» (v. 131), simboli negativi per la cultura classica.
Il critico Natalino Sapegno scrisse nel suo commento a questo canto dell'Inferno: "Il viaggio di Ulisse oltre le Colonne d'Ercole è un "folle volo", perché egli tenta, pur senza saperlo, un'impresa a compier la quale si richiedeva l'aiuto, a lui vietato, della Grazia [...]. Non è certo un caso che la commemorazione di questa sconfitta dell'umana ragione abbandonata alle sue sole forze sia collocata qui, a breve distanza, e quasi a guisa di esemplificazione, dall'affermazione della necessità di affrenare l'ingegno e contenerlo nei limiti di una norma religiosa (cfr. vv. 21-22)".
Nella cultura filosofica di stampo aristotelico, la mente umana è rappresentata come una nave. La poppa è la memoria, la prua è la fantasia, o immaginazione. Il Purgatorio si aprirà (I, 1-3) su quest'immagine: "Per correr migliori acque alza le vele / ormai la navicella del mio ingegno, / che lascia dietro a sé mar sì crudele ". Sulla soglia dell'ingresso del Paradiso (II, 1-3) si ritrova la medesima immagine. La studiosa Maria Corti vede nell'Ulisse dantesco un'allegoria dell'aristotelismo radicale. Ulisse è il prototipo dell'"eroe della conoscenza errante", che "viola spazi inaccessibili". Si tratterebbe di una figura degli intellettuali - alcuni conosciuti da Dante, come Guido Cavalcanti - che avevano aderito all'aristotelismo radicale, ritenendo che la conoscenza perfetta si potesse raggiungere con le sole forze della ragione, senza intervento della Grazia divina e durante la vita mortale, terrena.

## Importanza e eredità
I versi del Canto di Ulisse ("fatti non foste a viver bruti...") furono ripresi da Se questo è un uomo di Primo Levi e da Osip Mandel’štam.